# Albera Ligure
Albera Ligure là một đô thị ở tỉnh Alessandria trong vùng Piedmont của Italia, có vị trí cách khoảng 120 km về phía đông nam của Torino và khoảng 45 km về phía đông nam của Alessandria. Tại thời điểm ngày 31 tháng 12 năm 2004, đô thị này có dân số 349 người và diện tích là 21,4 km².
Đô thị Albera Ligure có các frazioni (các đơn vị cấp dưới, chủ yếu là các làng) Astrata, San Martino, Figino, Santa Maria, Vendersi, Vigo và Volpara.
Albera Ligure giáp các đô thị: Cabella Ligure, Cantalupo Ligure, Fabbrica Curone, Montacuto và Rocchetta Ligure.